# Cupaniopsis strigosa
Espèce
Statut de conservation UICN

 VU D2 : Vulnérable
Cupaniopsis strigosa est une espèce de plantes de la famille des Sapindaceae.

## Publication originale
- Leiden Botanical Series 15: 171. 1991.